# 大王婕妤
婕妤王氏（1105年？—12世紀），北宋徽宗妃嬪。和徽宗其他王姓婕妤（小王婕妤）相区別称之为大王婕妤。

## 生平
宋徽宗授她為婕妤（比嬪低一位，正三品）之位。宣和七年（1125年），生下皇子。
靖康之变後，被金朝俘虏。